# Constantin Moscovici
Constantin Moscovici (n. 2 octombrie 1962, în Cărpineni, RSS Moldovenească, URSS) este un interpret și compozitor de muzică ușoară din Republica Moldova. Cartea de vizită a artistului se consideră piesa „Păstorul Singuratic” 
de James 
Last.

## Biografie
În doi ani a trecut cursul de patru ani a școlii muzicale. În 1979 a fost admis la studii în Institutul de Arte din Chișinău „Gavriil Muzicescu” la facultatea „instrumente populare”. Și-a făcut studiile în clasa lui Vasile Iovu – naist renumit. În 1983 a absolvit facultatea și a fost încorporat în rândurile forțelor armate sovietice.
Din 1984 a început cariera muzicală, solist în Filarmonica Națională și a început să activeze în ansamblul „Legenda” sub conducerea lui Iurie Sadovnic.
Între 1987-1990 a fost solist al ansamblului de muzică de estradă sub conducerea compozitorului Anatol Chiriac. Din 1990 până în 1995 activează preponderent în România, după care se va reîntoarce în Republica Moldova. Și în 1995 devine solist al trupei “Fag”, compusă din cinci persoane, care activează pe lângă Palatul Național.
Din 1997 până în prezent este angajatul Filarmonicii Naționale. Evoluează împreună cu show-balet “Fan Fart”. Anual organizează concerte de binefacere pentru copiii orfani.
Căsătorit cu soția Valentina, Artistă Emerită a Moldovei, ex-solista ansamblului de dansuri populare “Joc”. Împreună au doi feciori pe nume Victor si Cristofer.
A colaborat și a susținut concerte cu Tamara Gverdtsiteli( Georgia),Alessandro Safina( Italia),Giora Feidman(Israel),Elton John(Regatul Unit) .
În 2014 a fost invitatul  special în concertul Tamarei Gverdtsiteli,  cu un recital de excepție ,la sala Carnegie Hall din SUA.

## Discografie
- 1995: Confession of soul - Manfirst, Germania
- 1997: Moldavian pan - flute - SonoPress, Germania
- 2000: Moldavian Souvenire - Polidisc Records, Moldova
- 2000: Virtual Dreams - Polidisc Records, Moldova
- 2001: This song I play for You - Polidisc Records, Moldova
- 2003: Cele mai frumoase gânduri - Ucraina
- 2006: Romantik - Polidisc Records, Moldova
- 2009: Pod melodiu liubvi - editat în Rusia
- 2010: Best of Constantin Moscovich - Golden Bridge&Turku Ola, Turcia
- 2011: Antologia muzici Azere la NAI - Polidisc Records, Moldova
- 2013: Antologia muzicii Ebraice la Nai -  Polidisc Records, Moldova
- 2013: Nostaligie  - Polidisc Records, Moldova

## Turnee internaționale
1988 – Japonia, Mozambic

1990 – România

1991 – Cehoslovacia, Germania, Polonia, Ungaria

1993 - Franta, Germania, Egipt

1994 – Israel, Liban

1995 - Grecia, Turcia, Italia, Spania

1998 – Monte-Carlo

1999 – Invitat special a festivalului «Șlagărul de aur», Belarus

2000 – Invitat de onoare a festivalului «Slaveanskii bazar», Belarus

2001 – SUA

## Premii
1981 – Premiul mare la festivalul internațional din Așhabad, Turkmenistan

1982 – Locul doi la festivalul de muzică din Riga, Letonia

1998 – Premiul special la festivalul „Memoria” în orașul Brest, Belorusia

2000 – Obține titlul „Maestru în artă”, Republica Moldova
2006- Doctor Honoris Causa( Universitatea din Komrat,Gagauzia)
2008- Medalia ,,Meritul Civic''
2009- Obține titlul,, Artist al Poporului''
2012- Ordinul Muncii
2018-Medalia ,, Francisco Skorina(Belarus)
2020-Ordinul de Onoare